# Семёнов, Дмитрий Владимирович (Герой Российской Федерации, 2009)
Дмитрий Владимирович Семёнов (7 ноября 1971, Орджоникидзе — 15 июня 2009, Назрань, Ингушетия) — старший лейтенант, участник двух чеченских войн, Герой Российской Федерации (2009).

## Биография
Дмитрий Семёнов родился 7 ноября 1971 года в Орджоникидзе (ныне — Владикавказ). Окончил орджоникидзевскую школу № 21. В ноябре 1989 года Семёнов был призван на службу в Советскую Армию. Участвовал в локализации нагорно-карабахского конфликта. В 1992 году перешёл на службу в милицию, участвовал в подавлении осетино-ингушского конфликта. С июля 1995 года — на службе во внутренних войсках МВД РФ. Служил в посёлке Дачное Пригородного района Северной Осетии. Участвовал в боях обеих чеченских войн.
К июню 2009 года старший лейтенант Дмитрий Семёнов был заместителем командира разведроты по работе с личным составом 126-го полка внутренних войск. 15 июня 2009 года, находясь в составе головного дозора, Семёнов обнаружил лагерь сепаратистов, после чего дозор вступил в бой с ними. Когда получил ранение снайпер Сокуров, Семёнов спас его из-под обстрела и оказал ему первую помощь. Дозору удалось продержаться до подхода разведывательного отряда и совместно с ним блокировать противника. Во время попытки боевиков прорваться из окружения Семёнов получил тяжёлые ранения, но продолжал сражаться. В тот же день он умер от полученных ранений в Центральной клинической больнице Назрани.

## Память
Похоронен на Аллее Славы Красногвардейского парка Владикавказа.

## Награды
Указом Президента Российской Федерации № 1489 от 26 декабря 2009 года за «мужество и героизм, проявленные при выполнении воинского долга» старший лейтенант Дмитрий Семёнов посмертно был удостоен высокого звания Героя Российской Федерации. Также был награждён пятью медалями.